# Hemioslaria
Hemioslaria là một chi bướm đêm thuộc họ Noctuidae.

## Các loài
- Hemioslaria pima Barnes & Benjamin, 1924